# Niccanim
Niccanim (hebr. ניצנים) – kibuc położony w Samorządzie Regionu Chof Aszkelon, w Dystrykcie Południowym, w Izraelu. Członek Ruchu Kibuców (Ha-Tenu’a ha-Kibbucit).

## Położenie
Kibuc jest położony na niewielkim wzgórzu górującym nad nadmorską równiną, na granicy uprawnych terenów rolniczych z pasem piaszczystych wydm. Na południe od wzgórza znajduje się wadi Nachal Ewta.
W otoczeniu kibucu znajdują się: miasto Aszkelon, moszawy Bet Ezra, Giwati i Nir Jisra’el, oraz wioski Niccan i Niccan B.

## Demografia
Liczba mieszkańców Niccanim:

## Historia

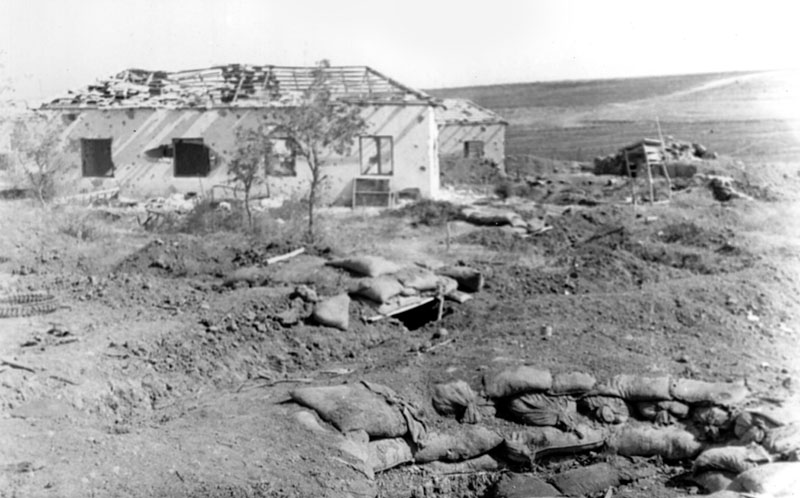
Zniszczony w 1948 kibuc Niccanim

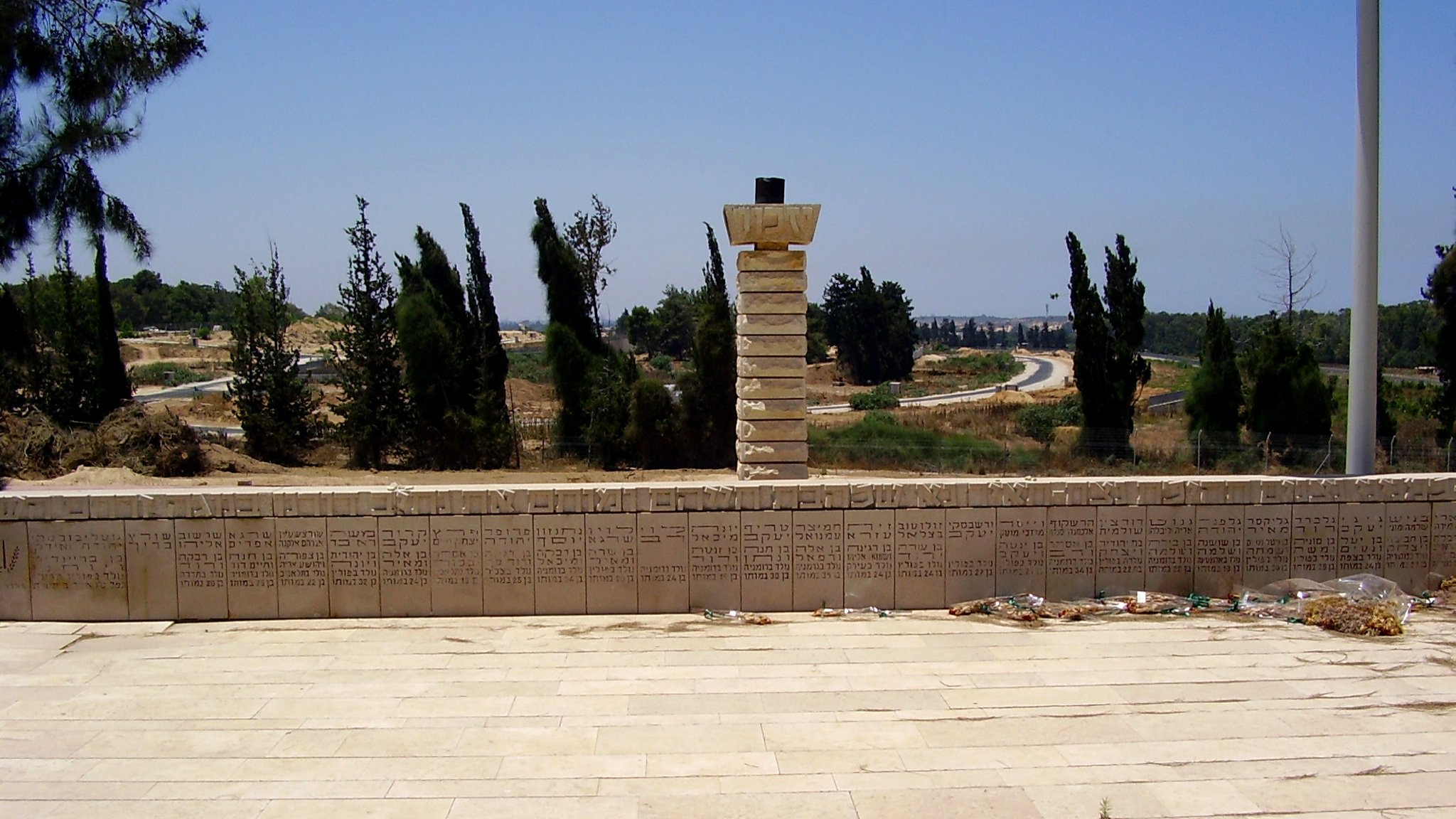
Pomnik poległych obrońców Niccanim

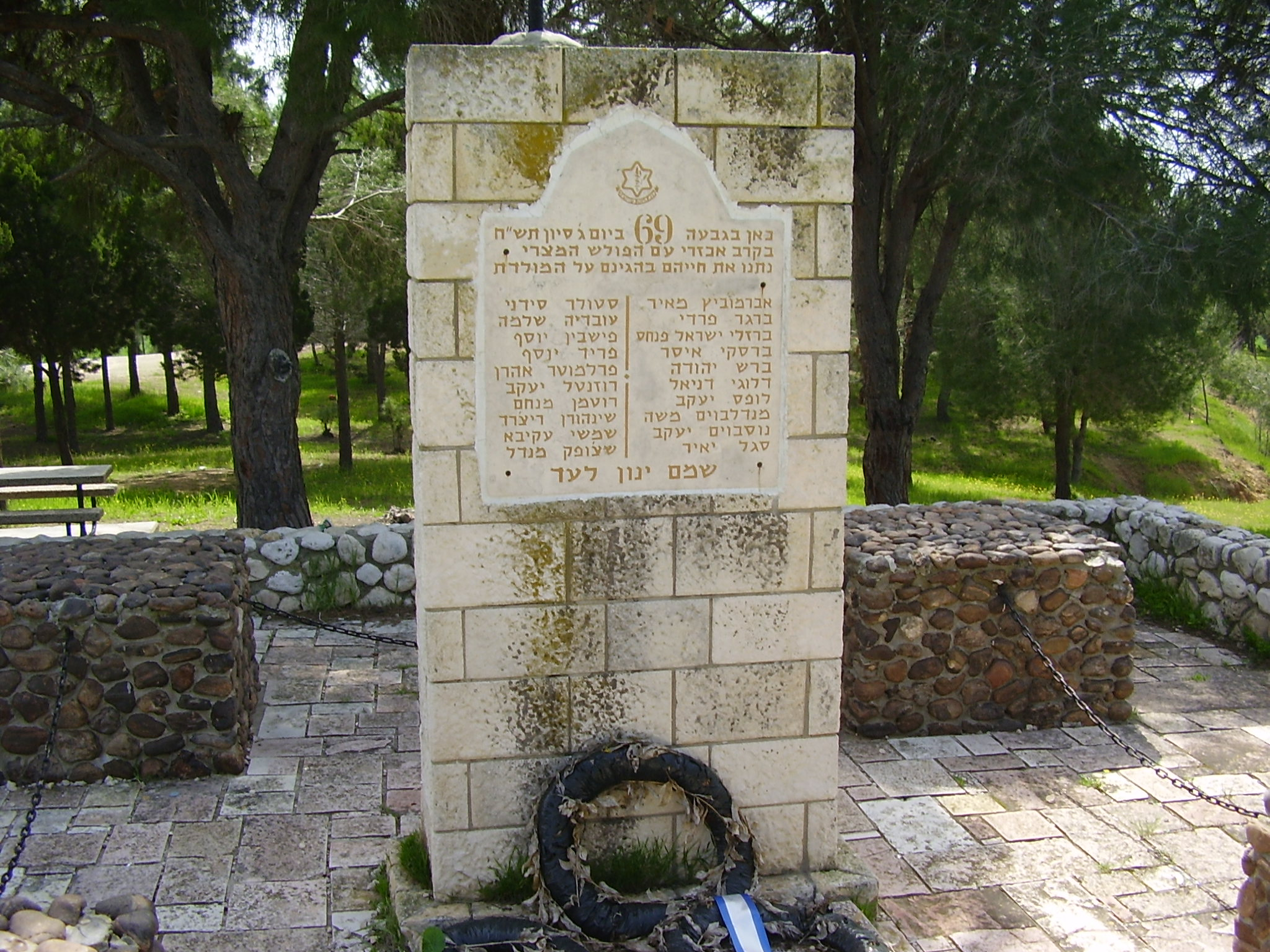
Pomnik poległych izraelskich żołnierzy w walkach o Wzgórze 69

Początki kibucu Niccanim sięgają 1942, kiedy to Żydowski Fundusz Narodowy zakupił w tym rejonie 400 akrów ziemi, z sadem drzew cytrusowych, winnicą i dwupiętrowym domem nazywanym „Pałacem”. Kibuc utworzono w 1943. Pierwszymi mieszkańcami osady byli żydowscy imigranci z Polski i Rumunii.
Utworzone tutaj gospodarstwo rolnicze było wykorzystywane do przyjmowania nielegalnych żydowskich imigrantów lądujących na pobliskich plażach Morza Śródziemnego. Imigranci byli ukrywani przed poszukującymi ich brytyjskimi żołnierzami i policjantami (Mandat Palestyny).
Podczas wojny domowej w Mandacie Palestyny kibuc był wielokrotnie atakowany przez uzbrojonych mieszkańców pobliskich wiosek, których wspierali członkowie egipskiego stowarzyszenia paramilitarnego Braci Muzułmańskich. Ostatecznie kibuc znalazł się w oblężeniu, a wszystkie drogi prowadzące do niego zostały odcięte. W marcu 1948 do Niccanim udało się przedrzeć konwojowi Hagany z Be’er Towijji. Jednak w drodze powrotnej konwój został zaatakowany i zginął jego dowódca, Szlomo Rubinstein. W dniach 26 marca i 20 kwietnia doszło do dwóch silnych arabskich ataków na kibuc. Zostały one odparte przez jego mieszkańców.
W obliczu nadchodzącej wojny, mieszkańcy kibucu ufortyfikowali swoją osadę. W odległości 2 km na północny wschód znajdowało się Wzgórze 69, na którym umiejscowiono punkt obserwacyjny. Na samym początku wojny o niepodległość przeprowadzono ewakuację dzieci i kobiet z Niccanim (w nocy z 16 na 17 maja). W następnych dniach na froncie południowym doszło do serii bitew, z których najsłynniejszą była bitwa o kibuc Jad Mordechaj (19-24 maja 1948). Popołudniem 29 maja punkt obserwacyjny przy Niccanim zauważył marsz egipskiej kolumny zmechanizowanej drogą nadbrzeżną na północ. Raport mówił o około 2-3 tys. egipskich żołnierzy i około 1,3 tys. pojazdów, w tym czołgów, bojowych wozów opancerzonych i artylerii. W izraelskiej ocenie, wojska egipskie przeprowadzały natarcie w kierunku na miasto Aszdod. Aby temu przeciwdziałać, Izraelczycy przeprowadzili operację Filistia, w której ponieśli taktyczną porażkę. Izraelczycy odnieśli jednak strategiczne zwycięstwo powstrzymując natarcie Egipcjan na północ. Egipskie dowództwo zmieniło wówczas swoją strategię z ofensywnej na bardziej defensywną. W opinii wielu historyków był to moment zwrotny w walkach na froncie południowym.
W następnych dniach mniejsze egipskie oddziały przeprowadziły uderzenia w kierunku wschodnim, zajmując 1 czerwca arabskie wioski Bait Jibrin (obecnie kibuc Bet Guwrin) i Al-Faludża (na północny zachód od dzisiejszego miasta Kirjat Gat. Doszło wówczas do bitwy o kibuc Negba. W dniu 7 czerwca doszło bitwy o kibuc Niccanim, który po ciężkiej walce został zdobyty i zniszczony przez Egipcjan. W bitwie o Niccanim zginęło 33 żydowskich obrońców, a 105 trafiło do niewoli. Kibuc został odbity w październiku 1948 podczas operacji Jo’aw. Osada była w znacznej mierze zniszczona. Ciała poległych żydowskich obrońcy pochowano w masowym grobie.
Mieszkańcy kibucu, którzy powrócili z niewoli w dniu 7 marca 1949, założyli kibuc Niccanim w nowym miejscu, w odległości 3 kilometrów na południe od pierwotnej lokalizacji. Na miejscu zniszczonego kibucu w 1949 powstała wioska młodzieżowa Niccanim, którą w 1990 przekształcono w wioskę Niccan. W kibucu Niccanim osiedliło się wielu imigrantów z Ameryki Południowej, szczególnie z Argentyny.

## Kultura i sport
W kibucu jest ośrodek kultury i sportu, przy którym jest boisko do piłki nożnej, korty tenisowe i basen kąpielowy. Tutejszy klub może pomieścić do 100 osób.
Szczególnym miejscem jest Muzeum Niccanim, które upamiętnia bitwę o kibuc Nistanim w 1948. Jest to nowoczesne muzeum wykorzystujące techniki audio-video.

## Gospodarka
Gospodarka kibucu opiera się intensywnym rolnictwie. Hodowane jest tutaj bydło (produkcja około 3 mln litrów mleka rocznie), oraz uprawiane słoneczniki, cieciorka, arbuzy i bawełna. Tutejszy sad owocowy zajmuje powierzchnię prawie 1 tys. ha.
Dodatkowo w kibucu znajduje się zakład produkujący krzesła „Paltechnica”, oraz przetwórnia owoców z chłodniami oraz zakładem pakowania owoców i warzyw.

## Infrastruktura
W kibucu znajduje się pralnia, sklep wielobranżowy i ośrodek zdrowia.

## Komunikacja
Wzdłuż zachodniej granicy kibucu przebiega droga ekspresowa nr 4 (Erez–Kefar Rosz ha-Nikra), brak jednak możliwości bezpośredniego wjazdu na nią. Z kibucu wychodzi lokalna droga, którą jadąc na północ dojeżdża się do drogi nr 232, którą jadąc na zachód dojeżdża się do drogi ekspresowej nr 4, lub jadąc na południowy wschód dojeżdża się do drogi ekspresowej nr 3 (Aszkelon-Modi’in-Makkabbim-Re’ut).

## Wojsko
Na północny wschód oraz na południowy zachód od kibucu znajdują się dwie bazy wojskowe Sił Obronnych Izraela - Niccanim i Lahaw.